# MTV Movie Award al miglior combattimento
L'MTV Movie Award per il miglior combattimento (MTV Movie Award for Best Fight) è un premio cinematografico statunitense assegnato annualmente dal 1997.

## Vincitori e candidati
I vincitori sono indicati in grassetto, a seguire gli altri candidati.

### Anni 1990-1999
- 1997: Fairuza Balk contro Robin Tunney - Giovani streghe (The Craft)
  - Matthew Broderick contro Jim Carrey - Il rompiscatole (The Cable Guy)
  - Jim Brown contro l'alieno - Mars Attacks!
  - Jackie Chan - First Strike (Ging chaat goo si 4: Ji gaan daan yam mo)
  - Pamela Anderson - Barb Wire
- 1998: Will Smith contro Cockroach - Men in Black
  - Harrison Ford contro Gary Oldman - Air Force One
  - Milla Jovovich contro gli alieni - Il quinto elemento (The Fifth Element)
  - Demi Moore contro Viggo Mortensen - Soldato Jane (G.I. Jane)
  - Michelle Yeoh - Il domani non muore mai (Tomorrow Never Dies)
- 1999: Ben Stiller contro il cane Puffy - Tutti pazzi per Mary (There's Something About Mary)
  - Wesley Snipes contro i vampiri - Blade
  - Antonio Banderas e Catherine Zeta-Jones - La maschera di Zorro (The Mask of Zorro)
  - Jackie Chan e Chris Tucker contro la gang cinese - Rush Hour

### Anni 2000-2009
- 2000: Keanu Reeves contro Laurence Fishburne - Matrix (The Matrix)
  - Mike Myers contro Verne Troyer - Austin Powers - La spia che ci provava (Austin Powers: The Spy Who Shagged Me)
  - Liam Neeson e Ewan McGregor contro Ray Park - Star Wars: Episodio I - La minaccia fantasma (Star Wars Episode I: The Phantom Menace)
  - Edward Norton contro se stesso - Fight Club
- 2001: Zhang Ziyi contro tutta la locanda - La tigre e il dragone (Crouching Tiger, Hidden Dragon)
  - Drew Barrymore contro gli avversari - Charlie's Angels
  - Russell Crowe contro l'avversario mascherato e la tigre - Il gladiatore (Gladiator)
  - Jet Li contro gli avversari - Romeo deve morire (Romeo Must Die)
- 2002: Jackie Chan e Chris Tucker contro la gang di Hong Kong - Colpo grosso al drago rosso - Rush Hour 2 (Rush Hour 2)
  - Angelina Jolie contro il robot - Lara Croft: Tomb Raider
  - Christopher Lee contro Ian McKellen - Il Signore degli Anelli - La Compagnia dell'Anello (The Lord of the Rings: The Fellowship of the Ring)
  - Jet Li contro se stesso - The One
- 2003: Yoda contro Christopher Lee - Star Wars: Episodio II - L'attacco dei cloni (Star Wars Episode II: Attack of the Clones)
  - Jet Li contro gli Ultimate Fighters - Amici x la morte (Cradle 2 the Grave)
  - Johnny Knoxville contro Butterbean - Jackass: The Movie
  - Fann Wong contro le Guardie di Palazzo - 2 cavalieri a Londra (Shanghai Knights)
  - Tobey Maguire contro Willem Dafoe - Spider-Man
- 2004: Uma Thurman contro Chiaki Kuriyama - Kill Bill: Volume 1
  - Hugh Jackman contro Kelly Hu - X-Men 2 (X2: X-Men United)
  - Keanu Reeves contro Hugo Weaving - Matrix Reloaded (The Matrix Reloaded)
  - The Rock contro i Kontiki Rebels - Il tesoro dell'Amazzonia (The Rundown)
  - Queen Latifah contro Missi Pyle - Un ciclone in casa (Bringing Down the House)
- 2005: Uma Thurman contro Daryl Hannah - Kill Bill: Volume 2
  - The Battle of the News Teams - Anchorman - La leggenda di Ron Burgundy (Anchorman: The Legend of Ron Burgundy)
  - Brad Pitt contro Eric Bana - Troy
  - Zhang Ziyi contro le guardie imperiali - La foresta dei pugnali volanti (House of Flying Daggers)
- 2006: Angelina Jolie contro Brad Pitt - Mr. & Mrs. Smith
  - Kong contro gli aeroplani - King Kong
  - Stephen Chow contro la Gang dell'Ascia - Kung Fusion (Kung Fu Hustle)
  - Ewan McGregor contro Hayden Christensen - Star Wars: Episodio III - La vendetta dei Sith (Star Wars Episode III: Revenge of the Sith)
- 2007: Gerard Butler contro "The Uber Immortal" - 300
  - Jack Black e Héctor Jiménez contro Los Duendes - Super Nacho (Nacho Libre)
  - Sacha Baron Cohen contro Ken Davitian - Borat - Studio culturale sull'America a beneficio della gloriosa nazione del Kazakistan (Borat: Cultural Learnings of America for Make Benefit Glorious Nation of Kazakhstan)
  - Will Ferrell contro Jon Heder - Blades of Glory - Due pattini per la gloria (Blades of Glory)
  - Uma Thurman contro Anna Faris - La mia super ex-ragazza (My Super Ex Girlfriend)
- 2008: Sean Faris contro Cam Gigandet - Never Back Down - Mai arrendersi (Never Back Down)
  - Alien contro Predator - Aliens contro Predator 2 (Alien contro Predator - Requiem)
  - Hayden Christensen contro Jamie Bell - Jumper - Senza confini (Jumper)
  - Matt Damon contro Joey Ansah - The Bourne Ultimatum - Il ritorno dello sciacallo (The Bourne Ultimatum)
  - Tobey Maguire contro James Franco - Spider-Man 3
  - Chris Tucker e Jackie Chan contro Sun Mingming - Rush Hour 3 - Missione Parigi (Rush Hour 3)
- 2009: Robert Pattinson contro Cam Gigandet - Twilight
  - Anne Hathaway contro Kate Hudson - Bride Wars - La mia migliore nemica (Bride Wars)
  - Christian Bale contro Heath Ledger - Il cavaliere oscuro (The Dark Knight)
  - Ron Perlman contro Luke Goss - Hellboy: The Golden Army (Hellboy II: The Golden Army)
  - Seth Rogen e James Franco contro Danny R. McBride - Strafumati (Pineapple Express)

### Anni 2010-2019
- 2010: Beyoncé contro Ali Larter - Obsessed
  - Hugh Jackman e Liev Schreiber contro Ryan Reynolds - X-Men le origini - Wolverine (X-Men Origins: Wolverine)
  - Logan Lerman contro Jake Abel - Percy Jackson e gli dei dell'Olimpo - Il ladro di fulmini (Percy Jackson and the Olympians: The Lightning Thief)
  - Robert Downey Jr. contro Mark Strong - Sherlock Holmes
  - Sam Worthington contro Stephen Lang - Avatar
- 2011: Robert Pattinson contro Bryce Dallas Howard e Xavier Samuel - The Twilight Saga: Eclipse
  - Amy Adams contro le sorelle - The Fighter
  - Chloë Grace Moretz contro Mark Strong - Kick-Ass
  - Daniel Radcliffe, Emma Watson e Rupert Grint contro i Mangiamorte (Rod Hunt e Arden Bajraktaraj) - Harry Potter e i Doni della Morte - Parte 1 (Harry Potter and the Deathly Hallows: Part 1)
  - Joseph Gordon-Levitt contro l'aggressore nel corridoio - Inception
- 2012: Jennifer Lawrence e Josh Hutcherson contro Alexander Ludwig - Hunger Games (The Hunger Games)
  - Daniel Radcliffe contro Ralph Fiennes - Harry Potter e i Doni della Morte - Parte 2 (Harry Potter and the Deathly Hallows: Part 2)
  - Channing Tatum e Jonah Hill contro la Kid Gang - 21 Jump Street
  - Tom Hardy contro Joel Edgerton - Warrior
  - Tom Cruise contro Michael Nyqvist - Mission: Impossible - Protocollo fantasma (Mission: Impossible - Ghost Protocol)
- 2013: Robert Downey Jr., Chris Evans, Mark Ruffalo, Chris Hemsworth, Scarlett Johansson e Jeremy Renner contro Tom Hiddleston – The Avengers
  - Christian Bale contro Tom Hardy – Il cavaliere oscuro - Il ritorno (The Dark Knight Rises)
  - Jamie Foxx contro i Candieland Henchmen – Django Unchained
  - Daniel Craig contro Ola Rapace – Skyfall
  - Mark Wahlberg contro Seth MacFarlane – Ted
- 2014: Orlando Bloom e Evangeline Lilly contro Orchi - Lo Hobbit - La desolazione di Smaug (The Hobbit: The Desolation of Smaug)
  - Will Ferrell, Paul Rudd, David Koechner e Steve Carell contro James Marsden contro Sacha Baron Cohen contro Kanye West contro Tina Fey e Amy Poehler contro Jim Carrey e Marion Cotillard contro Will Smith contro Liam Neeson e John C. Reilly contro Greg Kinnear - Anchorman 2 - Fotti la notizia (Anchorman 2: The Legend Continues)
  - Jason Bateman contro Melissa McCarthy - Io sono tu (Identity Thief)
  - Jennifer Lawrence, Josh Hutcherson e Sam Claflin contro Mutant Monkeys - Hunger Games: La ragazza di fuoco (The Hunger Games: Catching Fire)
  - Jonah Hill contro James Franco e Seth Rogen - Facciamola finita (This Is the End)
- 2015[1][2]: Dylan O'Brien contro Will Poulter - Maze Runner - Il labirinto (The Maze Runner)
  - Jonah Hill contro Jillian Bell - 22 Jump Street
  - Chris Evans contro Sebastian Stan - Captain America: The Winter Soldier
  - Seth Rogen contro Zac Efron - Cattivi vicini (Neighbors)
  - Edward Norton contro Michael Keaton - Birdman
- 2016: Ryan Reynolds contro Ed Skrein - Deadpool
  - Leonardo DiCaprio contro l'orso - Revenant - Redivivo (The Revenant)
  - Charlize Theron contro Tom Hardy - Mad Max: Fury Road
  - Robert Downey Jr. contro Mark Ruffalo - Avengers: Age of Ultron
  - Daisy Ridley contro Adam Driver - Star Wars - Il risveglio della Forza (Star Wars: The Force Awakens)
  - Melissa McCarthy contro Nargis Fakhri - Spy
- 2017[3]: Il diritto di contare (Hidden Figures)
  - Scappa - Get Out (Get Out)
  - Loving - L'amore deve nascere libero (Loving)
  - Luke Cage
  - Mr. Robot
- 2018[4]: Gal Gadot contro soldati tedeschi - Wonder Woman
  - Charlize Theron contro Daniel Hargrave & Greg Rementer - Atomica bionda (Atomic Blonde)
  - Scarlett Johansson, Danai Gurira, Elizabeth Olsen contro Carrie Coon - Avengers: Infinity War
  - Chadwick Boseman contro Winston Duke - Black Panther
  - Mark Ruffalo contro Chris Hemsworth - Thor: Ragnarok

### Anni 2020-2029
- 2021[5]: Wanda contro Agatha - WandaVision
  - "Final Funhouse Fight" - Birds of Prey e la fantasmagorica rinascita di Harley Quinn (Birds of Prey and the Fantabulous Emancipation of One Harley Quinn)
  - Starlight, Queen Maeve, Kimiko contro Stormfront - The Boys
  - "Finale House Fight" - Cobra Kai
  - Final Fight contro Steppenwolf -  Zack Snyder's Justice League
- 2022[6]: Cassie vs. Maddy – Euphoria
  - Black Widow vs. Widows – Black Widow
  - Guy vs. Dude – Free Guy - Eroe per gioco (Free Guy)
  - Combattimento sull'autobus – Shang-Chi e la leggenda dei Dieci Anelli (Shang-Chi and the Legend of the Ten Rings)
  - Battaglia finale – Spider-Man: No Way Home